# Hrabstwo Ottawa (Oklahoma)

Piramida wieku mieszkańców hrabstwa Ottawa

Ottawa – hrabstwo w stanie Oklahoma w USA. Założone 1907 roku. Populacja liczy 31 848 mieszkańców (stan według spisu z 2010 roku).
Powierzchnia hrabstwa to 1256 km² (w tym 32 km² stanowią wody). Gęstość zaludnienia wynosi 26,1 osoby/km².
Nazwa hrabstwa pochodzi od nazwy indiańskiego plemienia Ottawów.

## Miasta
- Afton
- Commerce
- Fairland
- Miami
- North Miami
- Peoria
- Quapaw
- Wyandotte

## CDP
- Dotyville
- Narcissa